# St. Osyth
St Osyth is een civil parish in het bestuurlijke gebied Tendring, in het Engelse graafschap Essex. De plaats telt 4277 inwoners.

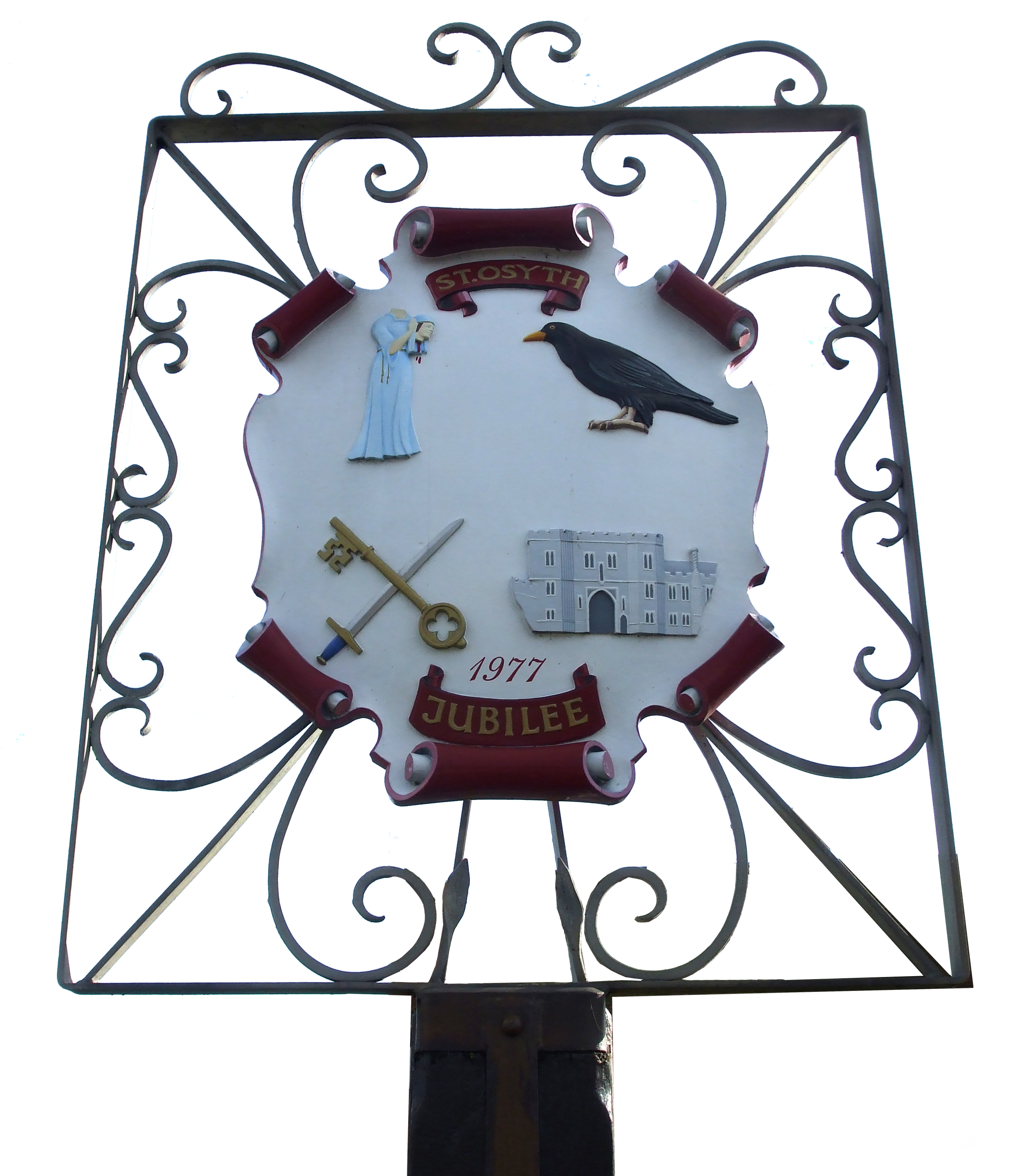
St. Osyth
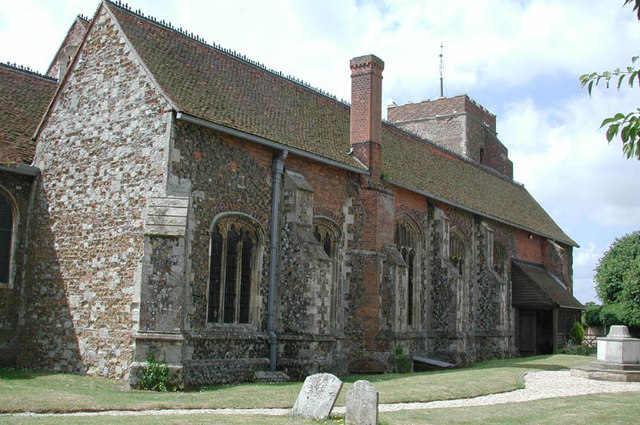
Kerk van St. Peter en St. Paul, St. Osyth